# Margarete Henrÿ
Margarete Henrÿ (* 28. April 1914 in Bad Liebenwerda; † unbekannt) war eine deutsche Lehrerin und Zeitzeugin des Zweiten Weltkriegs.

## Leben
Margarete Henrÿ, 1914 geborene Tochter eines Tischlers, wuchs in Bad Liebenwerda in der Elbe-Elster-Region und Geunitz in Thüringen auf. Im Alter von 16 Jahren (1932) wurde sie zunächst Haushaltshilfe in Gröben bei Ludwigsfelde, ein Jahr später wurde sie Haustochter im ostpreußischen Nordenthal. Ab 1943 erhielt sie eine Anstellung als Lehrerin in Neumark im Regierungsbezirk Westpreußen.
Die im Verlauf des Zweiten Weltkriegs zurückrückende Ostfront zwang sie Anfang des Jahres 1945 zur Flucht. Um ihre drei Kinder in Sicherheit zu bringen, reiste sie mit dem Zug über Cottbus nach Naumburg zu Verwandten und kehrte noch einmal allein nach Ostpreußen zurück, wo sie mitten in die Kriegswirren und schließlich hinter die Ostfront geriet. Hier erfuhr sie die Repressalien an der fliehenden deutschen Bevölkerung am eigenen Leib. In einer längeren Irrfahrt gelang ihr die Rückkehr über Berlin und Bad Liebenwerda nach Naumburg. Von 1949 bis 1952 lebte sie unweit ihres Geburtsortes in Koßdorf bei Mühlberg, wo sie sich wiederum den Repressalien der regionalen Behörden ausgesetzt fühlte. Sie siedelte nach Westdeutschland über, wo sie später im baden-württembergischen Arnbach lebte.
Ihre Lebenserinnerungen und Zeitzeugenberichte schilderte sie später in einem 1995 erschienenen Buch. Ihre Erinnerungen fanden außerdem Einzug im Fragebogenprojekt Vertriebene Frauen – Frauen brechen ihr Schweigen, um zukünftiges Leid zu verhindern des Frauenverbandes im Bund der Vertriebenen.

## Werke
- Wie es damals war. Lebenserinnerungen für meine Kinder. 1914–1984. 1995.